# Parelhas
Parelhas es un municipio en el estado del Rio Grande do Norte (Brasil), localizado en la región del Seridó. De acuerdo con el censo realizado por el IBGE (Instituto Brasileño de Geografía y Estadística) en el año 2014, su población es de 21.387 habitantes. Área territorial de 523 km².